# Comunicación institucional
La comunicación institucional es aquella que se realiza de modo organizado por una institución y va dirigida a las personas y grupos del entorno social donde se realiza su actividad. Su objetivo es establecer relaciones de calidad entre la institución y los públicos a los que se dirige, para darse a conocer socialmente y proyectar una imagen pública adecuada a sus fines y actividades.

## Historia
Su nacimiento está ligado a la aparición de las instituciones. La comunicación institucional ha evolucionado desde las antiguas tribus nómadas, que unían esfuerzos para cazar. Conforme evolucionaban las sociedades, iban creando sus propias instituciones que respondían a funciones muy diversas: de defensa, comerciales, religiosas, políticas, culturales, y otras de muy diversa índole. Estas instituciones tenían un lugar en la sociedad y proponían ideas, modos de gobernar y valores.
A lo largo de la historia ha variado el modo de difundir ideas en la sociedad, por ejemplo, Julio César ya ofrecía en De Bello Gallico y en otros escritos una visión particular de su Imperio que podría compararse con tipos de comunicación política e institucional de nuestros días, como la justificación de una intervención armada en un país.
La creación de la imprenta fue el impulso decisivo para la propagación institucional de las ideas presentes en la sociedad desde sus orígenes, ya que tenía una enorme capacidad de difusión. Se aprovecharía la imprenta para difundirlas de modo masivo frente a los adversarios en situaciones de conflicto religioso o político. De hecho, el término propaganda fue institucionalizado en 1622 con la creación de la Sacra Congregatio de Propaganda Fide, que tenía la finalidad de divulgar la fe católica en la recién descubierta América y contrarrestar el efecto del Protestantismo en Europa.
Más adelante, con el crecimiento de la burguesía y el desarrollo mercantil, la imprenta mejoró sus posibilidades y nacieron los primeros periódicos y hojas volanderas, ligados a la información comercial y a la política: el primer periódico sería La Gazette, nacido en 1631 en Francia, con el apoyo del Cardenal Richelieu y de Luis XIII. La prensa se desarrollaría progresivamente provocando que la difusión organizada de ideas adquiriera un papel cada vez mayor, primero en las guerras europeas, y más tarde en la Revolución francesa (1789), en el nacimiento de los Estados Unidos, en el desarrollo de los nacionalismos del siglo XIX y en la unificación de países como Italia (1870).
En los siglos XIX-XX, el enorme desarrollo económico-industrial y los adelantos científicos provocaron el descubrimiento de nuevos medios de comunicación con un potencial de difusión extraordinario: primero la radio, después la televisión y, más adelante, la tecnología digital o Internet. Estos medios configuraron una nueva sociedad, la sociedad de la información, que da vida a una cultura global y sitúa a los medios de comunicación en el centro del debate político, religioso, comercial e ideológico desde el siglo XX.
La comunicación institucional como disciplina surgió a mediados del siglo XX, ligada a la comunicación de empresas comerciales, que comenzaron a vender sus productos a gran escala –especialmente en Estados Unidos– y vieron la oportunidad de relacionarse con sus clientes de un modo masivo a través de las múltiples fórmulas comunicativas que ofrecían los nuevos medios.

## Conceptos relacionados
Es necesario distinguir la comunicación institucional de las relaciones públicas, el marketing, comunicación social  y la publicidad. El marketing estudia los mercados para crear productos y servicios que satisfagan las necesidades de los clientes, y desarrolla programas de distribución y comunicación que permiten incrementar las ventas y satisfacer a los consumidores. La publicidad es una actividad por la cual una institución claramente identificada paga un importe económico por el emplazamiento de un mensaje en algún medio de comunicación, con el fin de persuadir a una audiencia determinada. La comunicación social, por su parte, se enfoca a los medios masivos y también al desarrollo de procesos comunicacionales. Las relaciones públicas, por su parte, se han entendido como la gestión de la comunicación entre una organización y los públicos sobre los que depende su desarrollo, particularmente los medios de comunicación, con la finalidad de conseguir una aceptación pública.
De estas definiciones se desprende que tanto el marketing, como la publicidad y las relaciones públicas forman parte de la comunicación de una institución, al igual que otro tipo de relaciones que tiene la institución en el entorno social donde actúa. Desde la década de los ochenta los tres se han empleado de modo conjunto para transmitir mensajes unitariamente a públicos determinados.
Las relaciones sociales son una constante influencia entre personas, una mutua y beneficiosa persuasión sobre temas muchas veces intrascendentes, sin finalidades o intenciones manifiestas. La persuasión es, por tanto, fruto de la interacción entre las personas y va unida necesariamente al fenómeno comunicativo. El carácter persuasivo está presente en la comunicación institucional, junto con el marketing, las relaciones públicas y la publicidad.
En este contexto cabe situar a la comunicación institucional, ya que las instituciones, por el hecho de actuar y desenvolverse en una sociedad no pueden no comunicar. Al estar formadas por personas, tienen una vertiente comunicativa de la que no pueden prescindir. Se encuentran presentes en el diálogo social, influyendo y siendo influidas, persuadiendo y siendo persuadidas. (Hay quienes consideran que no siempre hay una intencionalidad específica detrás de cada proceso comunicativo, sino un mero diálogo. Por ello, puede existir persuasión sin que haya habido previamente un deseo explícito de influir con una finalidad precisa).
La comunicación y la difusión de ideas es algo común a la sociedad desde sus orígenes. La interacción de instituciones y personas en la sociedad, la mutua influencia, será positiva o negativa dependiendo de quienes interactúen entre sí. Lo que hace positiva o negativa una comunicación institucional es la identidad de la institución y los valores que defiende, el mensaje que transmite, el modo en que lo hace, la finalidad.

## Principales características
1. La comunicación institucional está relacionada con el marketing, la publicidad y las relaciones públicas, pero va más allá de las funciones realizadas por ellas, porque busca comunicar la personalidad de la institución y los valores que la fundamentan.
2. La comunicación institucional tiene un carácter dialógico porque busca relacionarse con los miembros de la sociedad en la que está presente, tanto individuos como instituciones, contribuyendo al bien común a través de sus fines específicos.
3. No puede separarse la identidad de una institución y sus valores, del modo de comunicar. Su identidad debe estar en armonía con el contenido, con el modo y con la finalidad de su comunicación.
4. Las instituciones son responsables de sus acciones ante la sociedad y su comunicación debe tener muy en cuenta esa responsabilidad.
5. Existen tres posibles imágenes –que no siempre coinciden– en la comunicación de una institución: la imagen que se desea dar, la imagen real de la institución y la imagen percibida. Una buena comunicación institucional busca la armonía entre las tres imágenes procurando que se identifiquen, y evitando que la imagen que se comunica no corresponda con la realidad o que la institución sea percibida de un modo equívoco y que la percepción no coincida con la realidad.
6. La comunicación institucional no se identifica solamente con la información ofrecida por quienes coordinan las actividades comunicativas en la empresa. Hay un tipo de comunicación institucional formal que es la que realizan quienes han sido oficialmente designados para ello. Hay otro tipo de comunicación que es informal: la que transmiten quienes forman la institución con su modo de actuar y proceder, ya que aunque no estén investidos de autoridad son percibidos como parte representativa de la organización. Todo acto realizado por la institución tiene, por tanto, una repercusión social que muchas veces es interpretada por la sociedad como comunicación institucional.
7. La comunicación institucional tiende a gestionar todos los contactos comunicativos de la institución y sus miembros con los diversos públicos, sean externos o internos.

## Planes de comunicación
La comunicación institucional se realiza a través de un programa que requiere normalmente cuatro fases:
1. Investigación: es el estudio en profundidad de la institución y de los públicos con los que se relaciona, para detectar las carencias, las capacidades competitivas, los desafíos futuros y las posibles oportunidades.
2. Programación: creación de una estrategia comunicativa desarrollada en un periodo, tomando como base la información recogida en la fase anterior.
3. Realización: es la puesta en marcha efectiva de la estrategia programada, de acuerdo con los objetivos trazados.
4. Evaluación: es la valoración de los resultados obtenidos, confrontados con los iniciales objetivos del programa, en función de unos criterios establecidos previamente.

## Imagen positiva
La imagen positiva la aporta la comunicación institucional a la empresa una vez realizado su plan de comunicación. Es necesario cultivar una imagen adecuada y positiva (que la empresa sea conocida por sus aspectos positivos) para que cuando surja la crisis tengamos capacidad de respuesta y no sea la noticia desfavorable la única que exista en la mente del público. Una buena imagen es el motor de las ventas. El origen de un producto es a menudo tan importante como el producto mismo, dentro de un sector; el imponerse una empresa como "referencia" es un objetivo muy importante. Las empresas cuya buena imagen se asocia a una buena reputación logran mejores resultados que las que tienen mala reputación o carecen de ella. La coherencia, la homogeneidad, la repetición del nombre de la empresa, de su logotipo, de sus colores, de su estilo tipográfico, contribuyen a crear la impresión de una empresa única y específica. Este modo de proceder mejora el rendimiento de la inversión sin multiplicar los costes.

## Comunicación institucional de crisis
En ocasiones se producen crisis informativas ya que en un plan de comunicación pueden surgir imprevistos. Estaríamos hablando de un hecho informativo importante, con gran repercusión pública, difícil para la persona o institución de que se trate y que se presenta con la característica de información de patrón agudo, junto con las de excepcionalidad e incertidumbre, marcado por la escalada de los acontecimientos y que se constituye en foco de atención y tiene como consecuencia la persecución informativa. Sigue siempre unas fases: Preliminar, Aguda, Crónica y de Recuperación o fin de la crisis. Sus efectos se traducen en: Nerviosismo y desorganización, contradicciones entre las fuentes y situación de desbordamiento ante el exceso de demanda informativa. Los aspectos comunes a cualquier crisis informativa son:
- Negación inicial del problema.es también cuando surge una comunicación intercultural
- Infravaloración del problema, cuando la realidad lo impone.
- Desconcierto e inacción por parte de las autoridades, cuando no desafortunadas declaraciones y actuaciones.
- Como consecuencia, desconfianza y quejas por parte de los afectados.
- Repercusiones en los medios como información de patrón agudo.

Dos de los ejemplos más conocidos de crisis informativa en España son la crisis de la Encefalopatía espongiforme bovina (el mal de las vacas locas) (2000-2001) y la crisis del Prestige (2002).
Bourdieu entiende a la comunicación como el contacto del hombre con su entorno. Habla de la interiorización de la exterioridad y de la exteriorización de la interioridad.